# Herbert G. Luft
Herbert G. Luft (* 21. August 1907 in Essen; † 13. Januar 1992 in Los Angeles) war ein deutsch-amerikanischer Journalist und Filmproduzent.

## Leben
Herbert G. Luft, Sohn eines jüdischen Kaufmanns, wurde in der „Reichspogromnacht“ vom 9. November 1938 verhaftet und in das KZ Dachau verbracht. Von dort kam er mit Hilfe seiner Frau Josefine „Pepi“ Luft, geb. Feuer, nach einigen Monaten wieder frei. Amerikanische Verwandte Pepis ermöglichten Luft 1939 die Flucht nach England und von dort 1940 in die USA. Pepi Luft konnte Deutschland erst 1941 verlassen. In Des Moines (Iowa) begann Luft journalistisch zu arbeiten, wobei er u. a. Berichte über seine Erlebnisse in Deutschland veröffentlichte. 1944 ging das Paar nach Hollywood, wo Luft eine Karriere als Filmkritiker begann. Er bediente bald als Hollywood-Korrespondent etwa 100 Zeitungen in aller Welt. Später wurde er auch als Filmhistoriker, als Drehbuchautor und als Filmeditor bekannt.
Luft arbeitete mehr als 30 Jahre für Hollywood. Ab 1950 produzierte er zahlreiche Spielfilme, bei denen er oft auch am Drehbuch mitarbeitete. Sein im deutschsprachigen Raum bekanntester Streifen war Zeppelin (1970, mit Michael York und Elke Sommer). Er produzierte den Film für die Getty Picture Corporation, für die er 20 Jahre wirkte und deren Vizepräsident er schließlich wurde. Publizistisch und in (nicht verfilmten) Drehbüchern setzte er sich auch lange nach dem Krieg mit dem Holocaust auseinander. Sein Nachlass wurde von Josefine Luft († 1997) erschlossen und archiviert und wird heute vom American Heritage Center der University of Wyoming aufbewahrt.

## Filmografie (Auswahl)
- 1958: Die Todesfalle von Hongkong (Hong Kong Affair, Drehbuch)
- 1958: Panzer-Spähtrupp Totenkopf (Tank Battalion, Produktionsleitung)
- 1959: The Secret of the Gift (Drehbuch)
- 1959: Speed Crazy (Produktionsleitung)
- 1960: Nackte Lebensgier (Why Must I Die ?, Produktionsleitung)
- 1964: Der nackte Kuß (The Naked Kiss, Produktionsleitung)
- 1965: Entscheidung am Big Horn (The Great Sioux Massacre, Produktionsleitung)
- 1969: Big Daddy (Ko-Produktion)
- 1974: Das Labor des Grauens – The Freakmaker (The Mutations) (Ko-Produktion)
- 1976: The Devil’s Men (Ko-Produktion)
- 1976: Krieg im Frieden (Shoot, Ko-Produktion)